# Vàng(III) bromide
Vàng(III) bromide là một hợp chất vô cơ có thành phần gồm hai nguyên tố là vàng và brom, với công thức hóa học được quy định là AuBr3. Hợp chất này tồn tại dưới dạng thức là chất rắn kết tinh có màu đỏ sẫm đến đen. Hợp chất này có công thức thực nghiệm là AuBr3, nhưng tồn tại chủ yếu như một đime với công thức phân tử là Au2Br6, trong đó hai nguyên tử vàng được liên kết bởi hai nguyên tử brom. Ngoài ra, hợp chất này còn được gọi dưới nhiều cái tên khác như vàng tribromide, và đôi khi gọi theo truyền thống là auric bromide và đigold hexabromide. Cũng tương tự như các halogen vàng khác, hợp chất này là hợp chất duy nhất tồn tại sự phức hợp phối hợp của kim loại chuyển tiếp nhóm 11, ổn định ở trạng thái oxy hóa là +3 trong khi phức hợp đồng hoặc bạc tồn tại trong các trạng thái oxy hóa là một hoặc hai.

## Lịch sử
Trong lịch sử, lần đầu tiên đề cập đến bất kỳ nghiên cứu hay nghiên cứu nào của halide vàng đều khởi nguồn từ đầu đến giữa thế kỷ 19, và có ba nhà nghiên cứu chính liên quan đến việc nghiên cứu sâu rộng về lĩnh vực hóa học đặc biệt này là Thomsen, Schottländer và Krüss.

## Hợp chất khác
AuBr3 còn tạo một số hợp chất với NH3, như AuBr3·2NH3 là chất rắn màu cam, D = 4,37 g/cm³.